# Francis Pélissier
Francis Pélissier   (16è districte de París, 13 de juny de 1894 - Mantes-la-Jolie, 22 de febrer de 1959) fou un ciclista francès.
Germà d'Henri Pélissier, és anomenat El Gran o El Bruixot de la Bordeus-París. Fou ciclista professional entre 1919 i 1931, durant els quals aconseguí nombroses victòries de renom, com ara 2 etapes al Tour de França, una París-Tours i una Volta a Euskadi.
Un cop acabada la seva carrera professional es dedicà a fer de director esportiu, feina que desenvolupà durant una trentena d'any. Va dirigir Jacques Anquetil, a l'equip de La Perle, durant els seus primers anys com a professional, de 1953 a 1955.

## Palmarès
Palmarès.
- 1919
  - 1r de la París-Dijon
  - 1r de la París-Nancy
  - Vencedor d'una etapa al Tour de França
- 1920
  - 1r de la Torí-Florència-Roma
  - 1r del Gran Premi de Provença
  - 1r del Gran Premi de Sporting, amb Henri Pélissier
  - 1r del Circuit de la Creuse
- 1921
  -  Campió de França en ruta
  - 1r de la París-Tours
  - 1r del Circuit d'Aisne-Oise
- 1922
  - 1r de la Bordeus-París
  - 1r de la París-Montceau-les-Mines
- 1923
  -  Campió de França en ruta
- 1924
  -  Campió de França en ruta
  - 1r de la Volta a Euskadi i vencedor d'una etapa
  - 1r de la Bordeus-París
  - 1r de la París-Chauny
- 1926
  - 1r al Gran Premi Wolber
  - 1r del Critèrium d'As
  - 1r del Critèrium Internacional de cyclo-cross
- 1927
  - Vencedor de la primera etapa del Tour de França i líder durant cinc dies

### Resultats al Tour de França
- 1919. Abandona. Vencedor d'una etapa
- 1920. Abandona
- 1923. 23è a la classificació general
- 1924. Abandona
- 1925. Abandona
- 1927. Abandona. Vencedor d'una etapa i líder durant cinc etapes